# Orbivirus
Orbivirus es un género de virus dentro del orden Reovirales. Actualmente se considera que tiene 22 especies y al menos 130 serotipos diferentes. Los Orbivirus pueden infectar y replicar en un amplio rango de huéspedes artrópodos y vertebrados. Orbi en latín significa anillo , ya que estos virus tienen esa forma.
La especie tipo es el virus de la lengua azul.

## Partículas virales
Los viriones son partículas no envueltas que miden entre 70-80 nm de diámetro. Las partículas de estos virus son esféricas y tienen simetría icosahédrica. 

## Genoma
Este virus tienen genomas de ARN en doble cadena y por tanto se clasifican como virus de la Clase III. Su genoma es lineal y segmentado en 10 segmentos.

## Replicación
Muchos Orbivirus preferentemente infectan células endotélicas vasculares. Entran en el huésped por endocitosis . Todo el ciclo de replicación viral tiene lugar en el citoplasma de la célula huésped.

## Patogénesis
Los orbivirus principalmente causan enfermedades en animales. Sus distintas especies tienen especificidad hacia sus huéspedes. Los vectores de transmisión son varios dípteros y garrapatas. El virus de la lengua azul, que infecta a la ganadería de animales rumiantes , ha sido muy estudiado. Otras especies de orbivirus producen enfermedades en caballos ( Peste equina africana y encefalosis equina) o ciervos (enfermedad hemorrágica epizoótica).